# Glauconycteris egeria
Glauconycteris egeria es una especie de murciélago de la familia Vespertilionidae.

## Distribución geográfica
Se encuentra en Camerún República Centroafricana y en  Uganda.